# Bilad Sayt

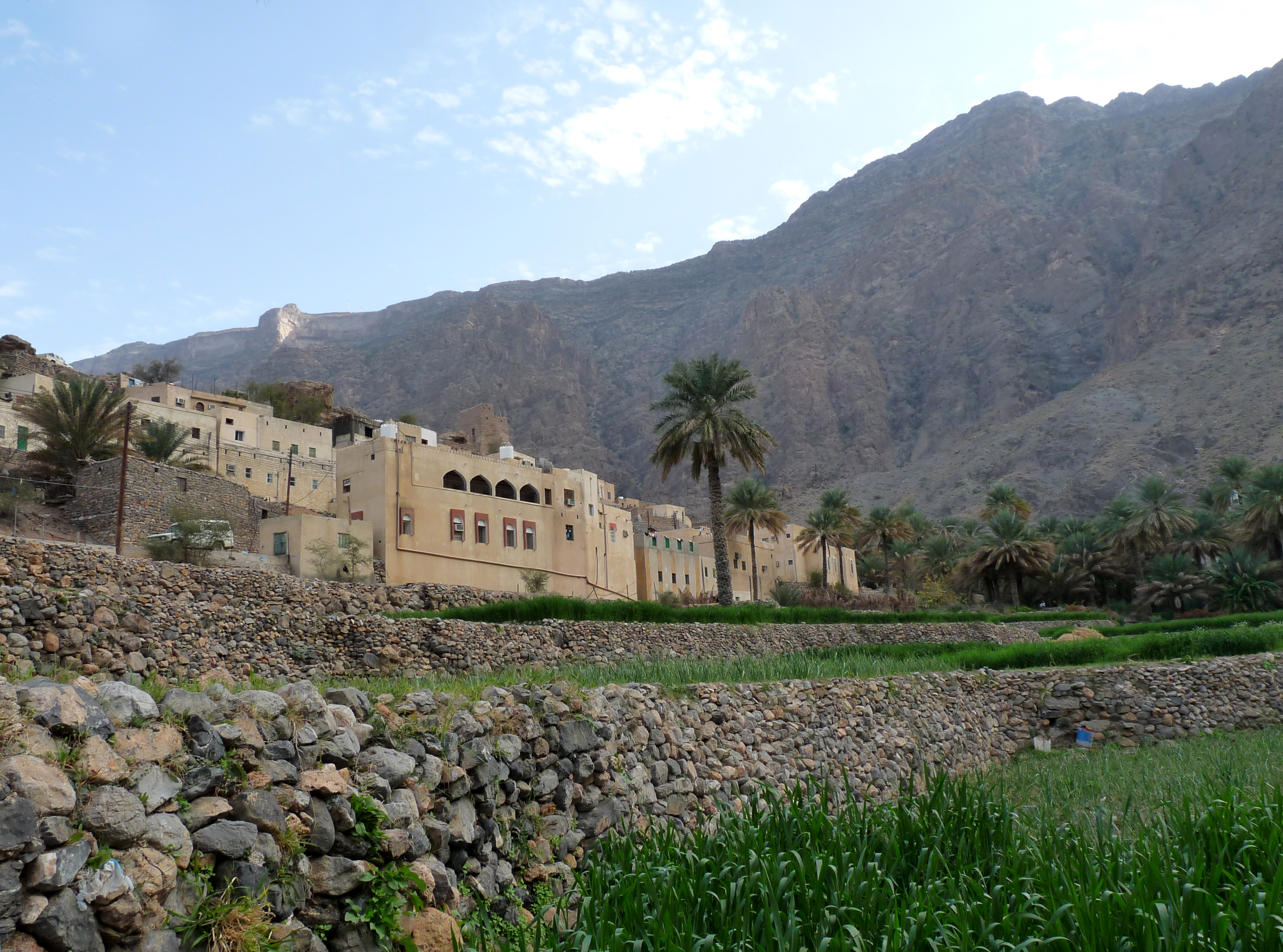
Bilad Sayt

Bilad Sayt est un village de montagne du nord du Sultanat d'Oman, situé à une altitude de 950 m dans le Hajar occidental (Hajar al Gharbi), plus précisément dans le djebel Akhdar qui marque la frontière entre deux régions administratives, Al Batinah au Nord et Ad-Dākhilīyah au Sud.
Les villes les plus proches au Sud sont Al Hamra et, un peu plus loin, Bahla et Tanuf. Rustaq se trouve de l'autre côté de la barrière montagneuse, au Nord.